# رایفکا (شهرستان تویمازینسکی، باشقیرستان)
رایفکا (انگلیسی: Rayevka, Tuymazinsky District, Republic of Bashkortostan) یک شهرک در شهرستان تویمازینسکی استان باشقیرستان کشور روسیه است.